# Чемпионат России по самбо 1994
Чемпионат России по самбо 1994 года среди мужчин прошёл в Дзержинске (Нижегородская область) 3-6 июня. В соревнованиях приняли участие 192 спортсмена.

## Медалисты
| Весовая категория | Золото                   | Серебро                              | Бронза                                                     |
| ----------------- | ------------------------ | ------------------------------------ | ---------------------------------------------------------- |
| до 48 кг          | Фарит Каримов Москва     | Фанави Каримов Москва                | Андрей Бадьин Свердловск                                   |
| до 52 кг          | Александр Филатов Москва | Абрам Агамирян Майкоп                |                                                            |
| до 57 кг          | Ярослав Клейман Иваново  | Александр Игнатьев Москва            |                                                            |
| до 62 кг          | Ашот Маркарьян Армавир   | Александр Логвинов Владимир          | Василий Угольников Краснокамск Максим Антипов Петрозаводск |
| до 68 кг          | Валерий Белов Владимир   | Валерий Волков Заречный              | Игорь Сорокин Дзержинск Александр Лебедев Кстово           |
| до 74 кг          | Николай Игрушкин Кстово  | Пилял Байчоров Майкоп                | Сергей Данилик Екатеринбург                                |
| до 82 кг          | Евгений Сиденко Москва   | Дмитрий Кобалия Москва               |                                                            |
| до 90 кг          | Сергей Лоповок Кстово    | Александр Елизаров Дзержинск         |                                                            |
| до 100 кг         | Александр Дунаев Кстово  | Константин Лахтионов Республика Коми | Михаил Казанцев Курган Павел Столбов Красноярск            |
| свыше 100 кг      | Мурат Хасанов Майкоп     | Владимир Гурин Майкоп                |                                                            |